# Ferrière-sur-Beaulieu
Ferrière-sur-Beaulieu é uma comuna francesa na região administrativa do Centro, no departamento Indre-et-Loire. Estende-se por uma área de 19,79 km². Em 2010 a comuna tinha 739 habitantes (densidade: 37,3 hab./km²).